# Classe Braunschweig (nave da battaglia)
La classe Braunschweig era l'ultima classe di corazzate della generazione pre-dreadnought della Kaiserliche Marine, 5 navi che segnarono l'inizio della competizione navale tedesca alla Gran Bretagna, in seguito alla seconda legge navale (Flottennovelle, in lingua tedesca) voluta nel 1900 da Alfred von Tirpitz (la prima nave di questa classe fu impostata nel 1901) e che prevedeva un totale di 38 navi di grande dislocamento. Facevano parte di questa classe la SMS Braunschweig, la SMS Elsass, la SMS Hessen, la SMS Preussen e la SMS Lothringen.
Le Braunschweig erano corazzate tipiche della loro epoca, dall'aspetto massiccio e con gli slanci di prua e di poppa quasi assenti. Basate sull'esperienza delle precedenti Wittelsbach, rispetto ad esse risultavano più grandi e meglio armate, con due torri binate da 280mm. A causa della superiorità tecnologica delle successive corazzate di tipo dreadnought, le navi della classe Braunschweig non videro molto impiego durante la prima guerra mondiale, e tutte sopravvissero al conflitto. La Lothringen, l'unica che mantenne l'armamento originario di 14 pezzi da 170mm (poi ridotti a 10), fu tenuta in squadra fino al 1918-19, dopodiché sopravvisse nei ruoli della riserva, mentre la Hessen fu impiegata come nave-scuola dal 1925 al 1934. Sostituita dalla corazzata tascabile Admiral Scheer, a partire dal 1935 fu privata di quasi tutte le sue sovrastrutture e sottoposta a lavori di trasformazione in bersaglio radiocomandato, ruolo che assunse il 1º aprile 1937. Dopo la seconda guerra mondiale fu incamerata, il 2 gennaio 1946, dalla flotta sovietica a titolo di preda bellica e trasferita a Libau; il 3 giugno 1946, ribattezzata Tsel tornò al suo ruolo di nave-bersaglio che esercitò fino alla metà degli anni '50. La Braunschweig e la Preussen vennero demolite nel 1931 e la Elsass le seguì nello stesso destino nel 1936.